# Culto a la personalidad

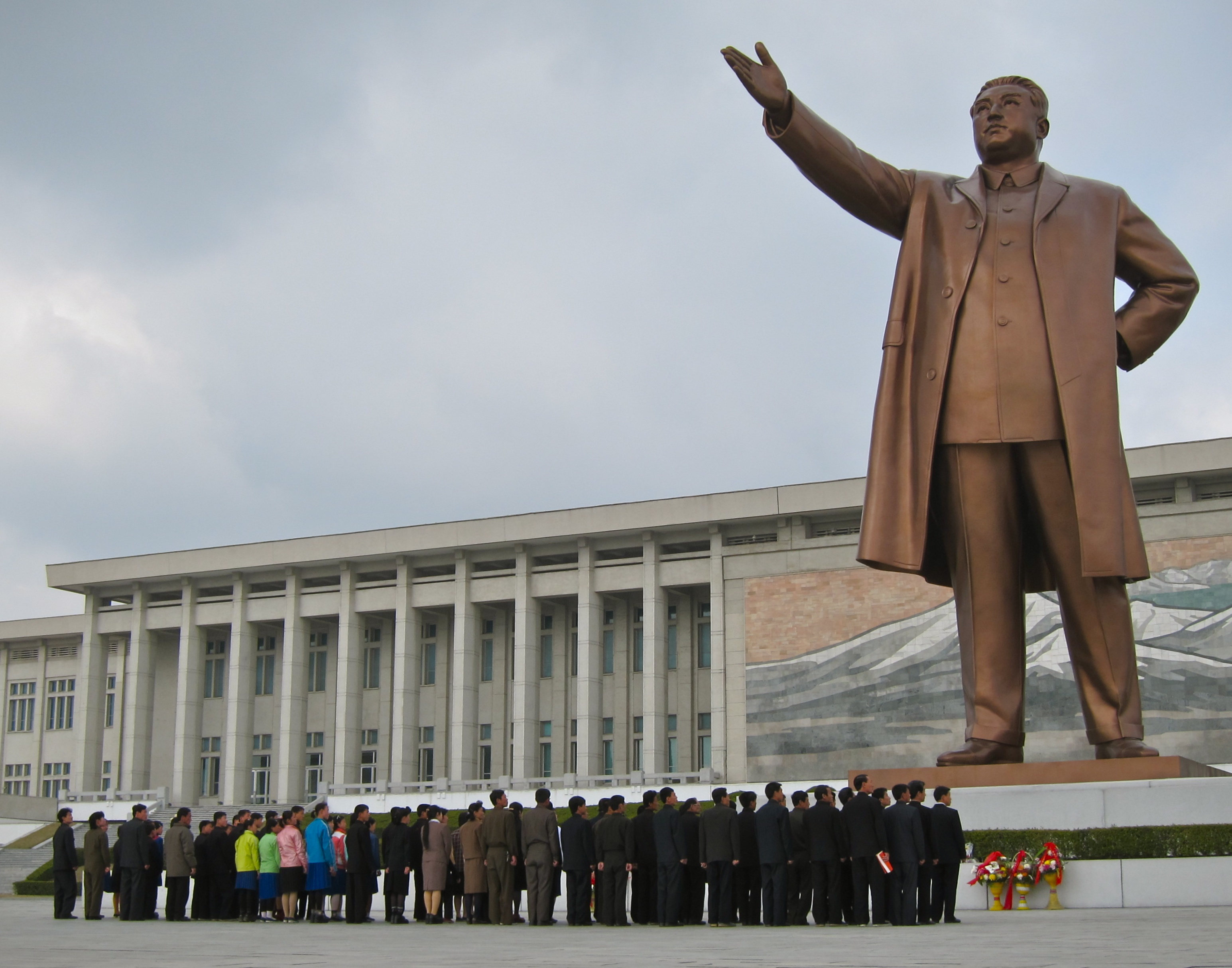
Estatua de Kim Il-sung en el Gran monumento de la colina Mansu en Pionyang, Corea del Norte, antes de su modificación en 2012.

Es conocido como culto a la personalidad (también culto a la persona) a la adoración y adulación excesiva a un caudillo o líder carismático, especialmente cuando se trata de un jefe de Estado.
El culto a la personalidad (como concepto influido por Nikita Jrushchov en su discurso del XX Congreso del Partido Comunista de la Unión Soviética en el año 1956) es una elevación a dimensiones casi religiosas o sagradas de figuras de líderes carismáticos en la sociedad o la política. En los regímenes totalitarios es a menudo una forma de culto a la persona del líder supremo.

## Definición
Según el Diccionario soviético de filosofía:

Ciega inclinación ante la autoridad de algún personaje, ponderación excesiva de sus méritos reales, conversión del nombre de una personalidad histórica en un fetiche. La base teórica del culto a la personalidad radica en la concepción idealista de la historia, según la cual el curso de esta última no es determinado por la acción de las masas del pueblo, sino por los deseos y la voluntad de los grandes hombres (caudillos militares, héroes, ideólogos destacados, etc). Es propio de diversas escuelas idealistas atribuir un valor absoluto al papel de las personalidades eminentes de la historia (Voluntarismo, Carlyle, Jóvenes hegelianos, Populismo). El marxismo examina el papel de la personalidad, del dirigente, en estrecho vínculo con el curso objetivo de la lucha de clases, con la actividad histórica de las masas del pueblo. Ni siquiera la experiencia del más genial de los dirigentes puede sustituir la experiencia colectiva de millones de personas. El culto a la personalidad es profundamente adverso al marxismo-leninismo, que por su propia naturaleza, es la ideología de las inmensas masas trabajadoras, con cuyas manos se transforma la sociedad capitalista en comunista. De ahí que el P.C.U.S. desenmascare con tanta intransigencia el culto a la personalidad imperante en vida de Stalin, que ocasionó graves daños a la teoría y la práctica del socialismo. Aunque el culto a la personalidad de Stalin no pudo cambiar la naturaleza del socialismo, constituyó un lastre serio para el desenvolvimiento de la sociedad soviética. La lucha del P.C.U.S. y su Comité Central contra el culto a la personalidad de Stalin y sus consecuencias, ha establecido las condiciones para dar nueva vigencia a las normas de la vida del Partido y del Estado soviético y desarrollarlas, para el ulterior avance de la democracia socialista. El Partido Comunista se guía por la idea de que la teoría y la práctica del culto a la personalidad obstaculizan la justa educación de las masas, frenan el crecimiento de su iniciativa, debilitan en cada individuo el sentido de responsabilidad por la causa común (la revolución socialista, la construcción del comunismo), influye negativamente en el desarrollo de la ideología comunista. En la práctica, el culto a la personalidad socava los principios democráticos de los partidos comunistas y de la sociedad socialista. Sólo podrá asegurarse el éxito de la lucha contra el culto a la personalidad, tanto en la sociedad socialista como en los Partidos comunistas, si se desarrollan por todos los medios la democracia, los Principios leninistas de la construcción del Estado y del Partido.

A diferencia de la propaganda, cuyo objetivo es diseminar la ideología del régimen, el propósito del culto a la personalidad es reforzar la posición política del líder. El mensaje detrás del culto del personalidad es «En este régimen la única persona que importa soy yo». Como ejemplo en República Dominicana bajo el régimen de Rafael Leónidas Trujillo, donde puentes y edificios públicos fueron nombrados en su honor, en las matrículas vehiculares se incluyó el lema «¡Viva Trujillo!». El lema «Dios y Trujillo» pasó a ser señal eléctrica de uso propagandístico en Ciudad Trujillo.
No solo las dictaduras, sino también gobiernos presidencialistas electos en elecciones democráticas también puede rendir culto a la personalidad. El culto a la personalidad y la emergencia de una personalidad autocrática no es un accidente de la historia, sino que es la emergencia de un fenómeno sistemático que puede estudiarse. Los líderes autocráticos han sido descritos como «personalistas» por Geddes (1999), «patrimoniales» por Zolberg (1966), «neopatrimoniales» por Snyder (1992) y «sultanismo» por Linz y Chehabi (1998). Heydar Aliyev, presidente de Azerbaiyán, dio relevancia al culto a la personalidad, ordenando cambiar los nombres de los meses o Saparmyrat Nyýazow, presidente de Turkmenistán, quien se hizo construir en las afueras de Ashjabad junto a la gran mezquita, donde las citas del presidente están en lugar más relevante que las citas del Corán, en 1999 se hizo elegir presidente de por vida. Bajo su mandato se construyeron las estatuas en su honor por todo el país. En Argentina la dictadura militar que siguió al derrocamiento de Juan Domingo Perón desarmó el culto a la personalidad de Perón y de Eva Perón.
En los países donde el poder ejecutivo lo ejerce un presidente, el jefe de Estado no puede convertirse en autócrata ni se puede derivar en un culto a la personalidad mientras que las instituciones que conforman el Estado de Derecho ejerzan el contrapeso necesario que balancee un ordenamiento jurídico riguroso, (Serrafero, 1997), pero cuando se fractura la independencia y el equilibrio entre los poderes públicos del estado aparece el gobierno personalista.
En otros casos fue utilizada como justificación para cometer delitos o usurpar el poder el «Derecho Divino», Francisco Franco creía que era un enviado de Dios en la tierra y se adjudicó el título de «Caudillo de España por la gracia de Dios».

## Historia

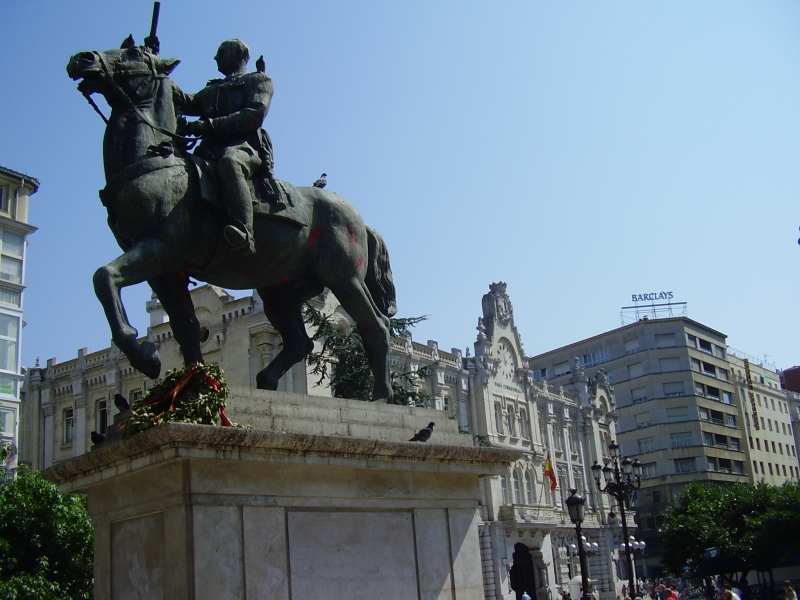
Estatua ecuestre del dictador Francisco Franco en Santander (retirada en 2008).

El término fue acuñado y descrito en 1956 por el secretario general del Partido Comunista de la Unión Soviética Nikita Jrushchov en un discurso denunciando a Iósif Stalin en el XX Congreso del Partido. Por tratarse de un concepto en un marco histórico y político muy concreto, es impreciso describir con él, fenómenos antiguos como el culto al faraón egipcio o el culto estatal al César en el Imperio romano (46 a. C.), si bien podemos señalar en la misma dinámica tipificada por Iósif Stalin, tales como la Alemania nazi con Adolf Hitler. También en Chile durante la dictadura de Augusto Pinochet, se colocaron placas y calles en sus respectivos nombres. o Muamar Gadafi que tuvo un ascenso con golpe de Estado, autor de una ideología propia (el Libro verde) impuso un culto a su personalidad.
De todas formas, es desde entonces usado en muchas ocasiones de forma acusatoria o peyorativa a un líder o mandatario que comparte algunas de sus características.
El mandatario se otorga a sí mismo títulos y honores como «El Benemérito», «El Excelentísimo», «El Generalísimo», «El Honorable», «Benefactor de la Nación», «El Restaurador de la Independencia» o «El Supremo». Además se le describe como poseedor de poderes sobrehumanos. El clima variaba según el estado de ánimo de Kim Il-sung y Mao Zedong nadaba cuatro veces más rápido que el que poseía el récord mundial.
Idi Amin, de Uganda, se hacía llamar «señor de todas las bestias de la tierra, de los peces del mar y Conquistador del Imperio británico».
A veces los restos del líder son embalsamados, como ocurrió con Lenin, (en realidad este último, no practicaba el culto al líder, sino que fue Stalin, quien lo promovió, en pos de mejorar su posición política propia) Iósif Stalin, Sun Yat-sen, Hồ Chí Minh, Mao Zedong, Kim Il-sung y Kim Jong-il, para continuar su veneración en las generaciones futuras.
El líder representa a un dios, o genera un culto hacia su persona:

«No es a mí a quien el pueblo venera, sino, a través de mí, a Alá y a sus imanes.» Ruhollah Jomeini.

«Dios en el cielo, Trujillo en la tierra». Trujillo.

## Características
- Exagerada devoción de todas las personas con el líder. Exagerada adulación y adoración unipersonal al caudillo mimetizado con la figura del estado al que rige. Hasta cuando el caudillo se enferma, se pretende que enferma el país.
- Presencia de un «enemigo común» que justifica el rol histórico del líder como una potencia enemiga extranjera, un grupo económico o religioso, o un sistema político contrario al que se profesa. Dicho enemigo común puede ser interno y externo a la vez, trabajando generalmente de forma coordinada contra el régimen y la integridad física del líder.
- Recepción sin crítica de las expresiones en la opinión pública de la persona admirada. Quién cuestiona al líder suele ser tildado de traidor.
- Persecución de los críticos de la persona admirada, en parte con amenazas de muerte o a la salud de los críticos; es un tipo de blasfemia moderna castigada con aprehensión y desaparición de los críticos.[24]
- Mimetizar la figura del líder con el Estado. Si el líder es amenazado, pues la Patria es amenazada. Si el líder dejase de gobernar, la Patria sería ingobernable.
- Presencia exagerada de imágenes, fotografías y eslóganes en escuelas, edificios y en los medios.[25]
- Designación de empresas, edificios públicos, escuelas, calles, avenidas, plazas, canchas deportivas, ciudades con el nombre del líder o con nombres propios y relevantes dentro de la ideología que este profesa (por ejemplo: Topónimos de Lenin).
- Utilización de imágenes del líder o símbolos del partido en las carteleras de los proyectos del gobierno o sitios gubernamentales.[26]
- Elaboración de relaciones (a menudo absurdas desde un punto de vista crítico) entre el líder y todos los aspectos de la vida.
- Tendencia a creer la noción de que los problemas que puedan ocurrir de ninguna forma son responsabilidad directa del líder.
- Tendencia a confusión entre los actos del Estado y los de la fuerza política que la gobierna, colocación de símbolos partidarios o colores elegidos para identificarse políticamente en espacios públicos y en los principales actos de gobierno.[27]

Según el psicólogo Gustav Bychowski, los rasgos de personalidad de políticos autoritarios están influenciados por factores psicológicos colectivos que favorecen el ascenso de la dictadura. La obediencia y la sumisión ciegas a una autoridad autodesignada son posibles únicamente cuando el pueblo se siente debilitado por su propio yo y renuncia a la crítica y a la independencia conquistadas previamente. Ese debilitamiento puede manifestarse bajo el influjo de la ansiedad, el temor y la inseguridad. En tales circunstancias, el yo colectivo, jaqueado por su sentimiento de impotencia, regresa a una etapa más infantil y busca ansiosamente ayuda, apoyo y salvación. Así, el grupo confía en este individuo y lo venera.

## Culto a la personalidad en distintos países
Un caso extremo relativamente reciente del culto a la personalidad es el de Saparmyrat Nyýazow en Turkmenistán, donde los meses del año fueron cambiados para honrar al «líder de todos los turcomanos». Este presidente construyó un palacio de hielo en el desierto, prohibió el ballet, el maquillaje, los dientes de oro y sustituyó la palabra pan por el nombre de su madre. Aunque algunos casos son más aceptados que otros, generalmente la acusación de profesar el culto a la personalidad es peyorativa y proveniente de fuerzas opositoras. A la terminación de dictadura por regla general se revierten las designaciones, imágenes y estatuas públicas son retiradas, además todos los libros y obras de arte.

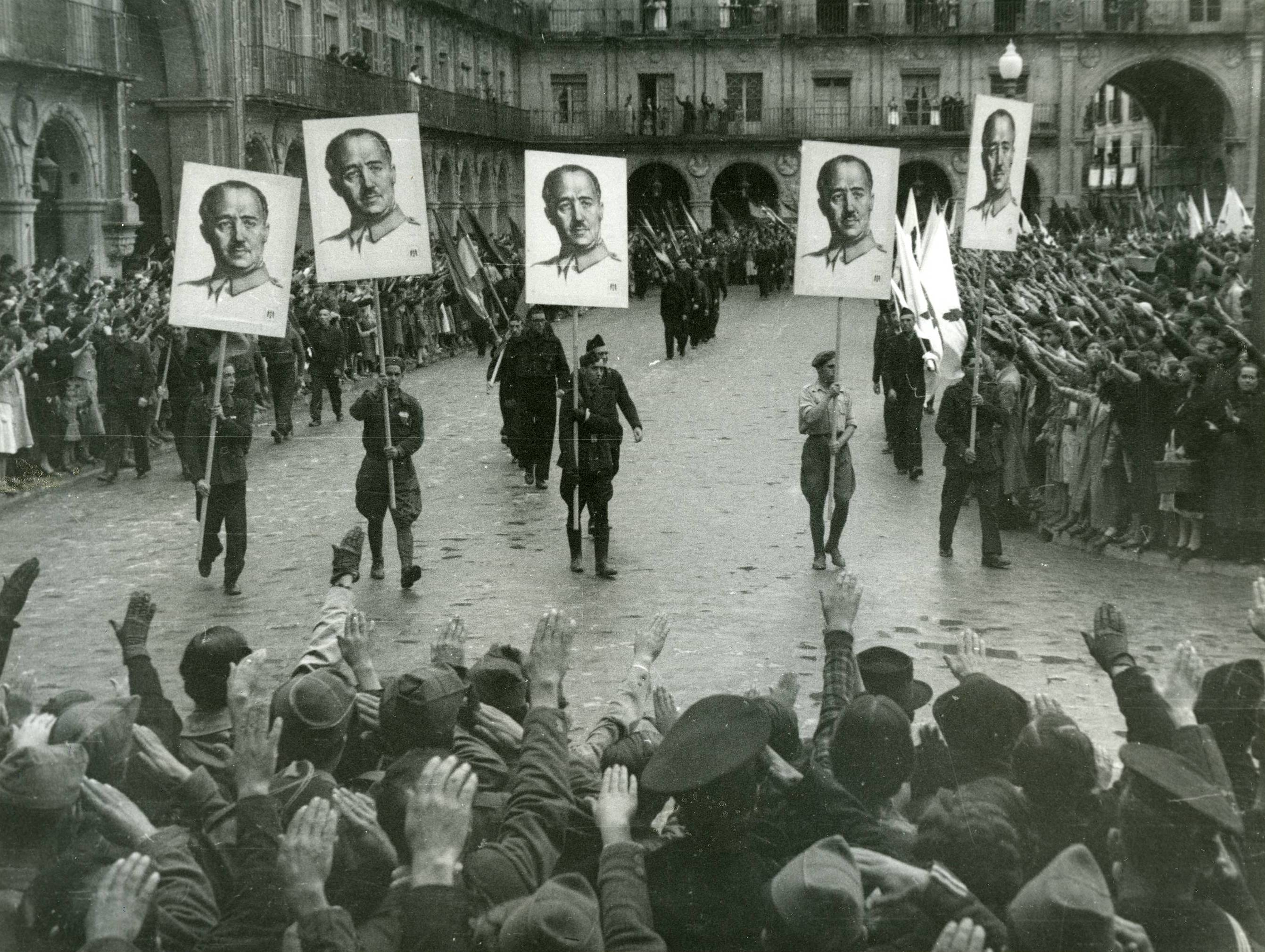
Manifestación de apoyo al Generalísimo Franco en la Plaza Mayor de Salamanca con motivo de la toma de Gijón (octubre de 1937) durante la guerra civil española.

En España durante el franquismo coincidió con la creencia de Francisco Franco de haber sido elegido para salvar a España de peligros, se impuso una exaltación de su persona, usando apodos como «Caudillo»; «Generalísimo» (aunque su rango fuera de general, todos debían dirigirse a Franco como Generalísimo); «Salvador de España»; «la espada más limpia de Europa»; «el centinela de Occidente». Francisco Franco creía que era un enviado de Dios en la tierra y se adjudicó el título de «Caudillo de España por la Gracia de Dios».
En Taiwán durante la dictadura anticomunista de Chiang Kai-shek, miles de personas consideradas hostiles al gobierno fueron torturadas y asesinadas. Inaugurándose un período de culto hacia su régimen. En 2017 más de 200 estatuas de Chiang Kai-shek, fueron retiradas de los colegios y de los edificios oficiales de la isla.
En Rusia, una encuesta del Centro Levada, llevada a cabo en octubre de 2011, mostró que el 25 % de los encuestados consideraban que en el país existía el culto a la personalidad de Vladímir Putin, mientras otro 30 % opinaba que existían indicios de su desarrollo. Tras la victoria de Putin en las elecciones presidenciales de Rusia de 2018, Margarita Simonián, directora del canal de televisión estatal ruso RT, afirmaba acerca de Putin: «Antes era nuestro presidente; ahora será nuestro caudillo» (en ruso, вождь «vozhd»).